# Druck&Medien
Druck & Medien ist eine Fachzeitschrift für die Druckindustrie. Die Publikation erscheint 6× jährlich im Verlag Johann Oberauer GmbH. Die Redaktion betreibt zudem unter dem Titel „druck-medien.net“ eine redaktionelle Website, die zu den reichweitenstärksten Online-Angeboten in ihrem Bereich zählt. Im Mai 2010 wurde Druck & Medien unter seinem damaligen Redaktionsleiter Clemens von Frentz vom Verein Deutsche Fachpresse als „Fachmedium des Jahres“ ausgezeichnet.
Hauptzielgruppe der Zeitschrift sind Führungskräfte von Druckereibetrieben. Weitere Zielgruppen sind die Zulieferindustrie (Druckmaschinen-, Papier- und Chemiehersteller) und die „Printbuyer“, also die Kunden der Druckereien.

## Themen
Das Themenspektrum reicht von Berichten und Reportagen zu Personen der Druckindustrie, über Technik-Tipps und Marktvergleiche bis hin zu wirtschaftlichen Hintergrundthemen.

## Geschichte
Das Magazin war im Jahr 2000 aus einer Zusammenlegung der Titel „Druckwelt“, „Polygraph“ und „Offsetpraxis“ hervorgegangen und Anfang 2004 vom Fachschriften-Verlag in Fellbach an die Haymarket Media GmbH & Co. KG verkauft worden. Der britische Mutterverlag Haymarket Publishing, der vom britischen Verleger Michael Heseltine gegründet wurde, gab damals mit Printweek eine Schwesterzeitschrift heraus. Dieses Magazin wurde im Frühjahr 2013 an den britischen Verlag Mark Allen verkauft. Im Dezember 2013 veräußerte die Haymarket Media Group auch das australische Schwestermagazin Proprint.
Ende 2014 trennte Haymarket sich wieder von Druck&Medien und veräußerte das Magazin gemeinsam mit dem PR Report und dem erst 2008 erworbenen kressreport an den österreichischen Medien-Fachverlag Oberauer.